# لیکاسی
لیکاسی (به لاتین: Likasi) یک منطقهٔ مسکونی در جمهوری دموکراتیک کنگو است که در استان کاتانگا واقع شده‌است. لیکاسی ۲۳۵ کیلومتر مربع مساحت و ۴۴۷٬۴۴۹ نفر جمعیت دارد و ۱٬۳۱۸ متر بالاتر از سطح دریا واقع شده‌است.